# ماگدالنا تال
ماگدالنا اوا تال (به انگلیسی: Magdalena Ewa Tul) (زاده ۲۹ آوریل ۱۹۸۰) خواننده لهستانی است.
او در مسابقه آواز یوروویژن ۲۰۱۱ نماینده لهستان بود.